# Basile Aka Kouamé
Basile Aka Kouamé (ur. 6 kwietnia 1963 w Abidżanie) – piłkarz z Wybrzeża Kości Słoniowej, występujący podczas kariery na pozycji obrońcy.

## Kariera piłkarska
Basile Aka Kouamé podczas kariery piłkarskiej występował w ASEC Mimosas. Z ASEC siedmiokrotnie zdobył mistrzostwo Wybrzeża Kości Słoniowej w 1990, 1991, 1992, 1993, 1994, 1995 i 1997 oraz dwukrotnie Puchar Wybrzeża Kości Słoniowej w 1990 i 1995 roku.

## Kariera reprezentacyjna
Basile Aka Kouamé występował w reprezentacji Wybrzeża Kości Słoniowej. W 1988 roku był w kadrze na Puchar Narodów Afryki 1988. W 1989 uczestniczył w przegranych eliminacjach do Mistrzostw Świata 1990.
W 1992 roku uczestniczył w największym sukcesie w historii WKS w postaci zdobycia Pucharu Narodów Afryki. Na tej imprezie Kouamé wystąpił we wszystkich meczach z Algierią, Kongo, Zambią, Kamerunem i finałowym z Ghaną, w którym strzelił bramkę w serii rzutów karnych. W tym samym roku wystąpił w pierwszej edycji Pucharu Konfederacji, który nosił wówczas nazwę Pucharu Króla Fahda. Na tym turnieju po porażkach z Argentyną i reprezentację USA Wybrzeże Kości Słoniowej zajęło ostatnie, czwarte miejsce. Kouamé wystąpił w obu meczach.
W 1992 i 1993 uczestniczył w przegranych eliminacjach do Mistrzostw Świata 1994. 
W 1994 po raz drugi wystąpił w Pucharze Narodów Afryki, na którym WKS zdobyło brązowy medal. Na tym turnieju wystąpił w czterech meczach z Zambią, Ghaną i Nigerią. W 1996 po raz trzeci wystąpił w Pucharze Narodów Afryki, na którym WKS odpadło w fazie grupowej. Na tym turnieju wystąpił we wszystkich trzech meczach z Ghaną, Mozambikiem i Tunezją.